# Lin Biao

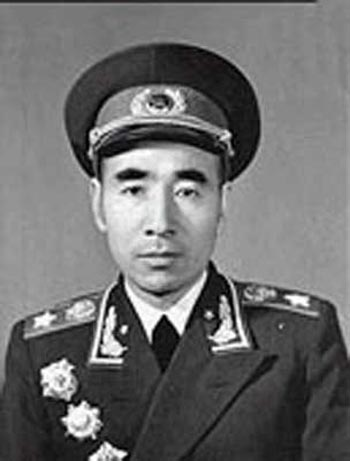
Lin Biao im Jahre 1955

Lin Biao (chinesisch 林彪, Pinyin Lín Biāo, W.-G. Lin Piao), Geburtsname Lin Yurong (林育蓉), (* 5. Dezember 1907 in Huanggang, Hubei; † 13. September 1971 in Öndörchaan, Mongolei) war ein Marschall und Verteidigungsminister der Volksrepublik China. Ab 1969 war er stellvertretender Parteivorsitzender der KP Chinas und galt als designierter Nachfolger von Mao Zedong. Lin starb unter nicht vollständig geklärten Umständen bei einem Flugzeugabsturz.

## Familie
Lin Biao und Ye Qun (葉群 / 叶群,  Yè Qún) heirateten 1942. Zusammen hatten sie zwei Kinder. Einen Sohn Lin Liguo (林立果,  Lín Lìguǒ), der auch als „Tiger“ (老虎,  Lǎohǔ) bekannt war, und eine Tochter Lin Liheng (林立恒,  Lín Lìhéng), die auch Lin Doudou (林豆豆), nach Lin Biaos Lieblingsspeise, genannt wurde.

## Werdegang

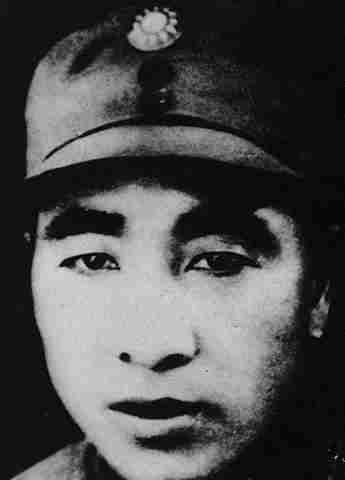
Lin Biao in Kuomintang-Uniform

Lin Biao war der Sohn eines kleinen Grundbesitzers. Er wurde am 5. Dezember 1907 in Huanggang in Hubei geboren. Nach einigen Jahren in einer Elementarschule ging er 1916 für etwa ein Jahr auf eine Privatschule und schlug gegen den Willen seines Vaters eine militärische Laufbahn ein. Er war beeinflusst durch soziale und kulturelle Umbrüche innerhalb Chinas und an dem Sozialismus sowie dem Kommunismus interessiert. 1923 trat er daher der sozialistischen Jugendliga bei. Mit 18 Jahren trat er in die Whampoa-Militärakademie der Kuomintang ein, wo er von Zhou Enlai und dem sowjetischen General Wassili Blücher gefördert wurde. 1926 beendete er seine dortige Ausbildung und trat 1927 der Kommunistischen Partei Chinas bei. In der Folge unterstützte er Mao Zedong beim Aufbau des kommunistischen Staates in China und kämpfte als Befehlshaber des 1. Armeekorps gegen die Nationalrevolutionäre Armee unter Chiang Kai-shek. Auf dem Langen Marsch (1934–1935) befehligte Lin die Vorhut der Roten Armee. Im August 1937 wurde Lin zum Oberbefehlshaber der 115. Division der kommunistischen 8. Marscharmee ernannt und befahl, Yan Xishans Streitkräfte bei der Abwehr der japanischen Invasion in Shanxi zu unterstützen. Bei diesen Kämpfen organisierte er im September 1937 einen erfolgreichen Hinterhalt in der Schlacht von Pingxingguan, der für die Chinesen zu Beginn des Zweiten Chinesisch-Japanischen Krieges einer der wenigen Erfolge auf dem Schlachtfeld wurde. Lin Biao wurde 1938 während eines Gefechts durch einen Scharfschützen schwer verwundet und hielt sich daher zwischen 1938 und 1942 in der Sowjetunion auf, um sich dort medizinisch behandeln zu lassen. Nach seiner Rückkehr nach China wurde er 1945 Mitglied des Zentralkomitees der KPCh und 1946 Oberkommandierender der Roten Armee.
Im Bürgerkrieg gegen Chiang Kai-shek eroberte er die Mandschurei und schuf damit die Voraussetzung für den Sieg der kommunistischen Truppen 1949.
Nach der Einnahme Pekings (31. Januar 1949) unterstanden seiner Heeresgruppe 1,5 Millionen Soldaten. Er überquerte im Frühjahr 1949 den Jangtse und besiegte eine der letzten intakten Kuomintang-Armeen, die während der Kampagne in Zentralchina stationiert war.
Die letzte Position der Nationalchinesen, die Lins Streitkräfte einnahmen, war die tropische Insel Hainan. Lin Biao galt nach der Gründung der Volksrepublik China im Jahr 1949 als einer der brillantesten Generäle der Kommunisten. Lin Biao litt seit seiner schweren Kopfverletzung im Jahr 1938 unter anhaltenden körperlichen und geistigen Gesundheitsproblemen. Sein Gesundheitszustand ist nie genau bekannt geworden, teilweise weil die medizinischen Unterlagen nie veröffentlicht wurden. 1954 wurde er stellvertretender Ministerpräsident der Volksrepublik China, 1955 Marschall und Mitglied des Politbüros und 1959 Verteidigungsminister anstelle von Peng Dehuai. Nach dem Großen Sprung nach vorn stellte er 1960 die Worte des Vorsitzenden Mao Tsetung zusammen, die schließlich als „Mao-Bibel“ populär wurden. 1966 beteiligte er sich an der Seite Maos führend an der Kulturrevolution; 1969 wurde er zum Stellvertreter Maos ernannt und löste Liu Shaoqi, der durch seine Kritik an Mao bei diesem in Ungnade gefallen war, als stellvertretenden Parteivorsitzenden ab. Damit war er der designierte Nachfolger Mao Zedongs.

## Flucht und Tod
Lin kam am 13. September 1971 bei einem Flugzeugabsturz im Alter von 63 Jahren ums Leben – nach offizieller Darstellung, nachdem ein Staatsstreich, den er geplant hatte, aufgedeckt worden war und er in die Sowjetunion fliehen wollte. Sein Flugzeug stürzte über der mongolischen Wüste ab, offenbar weil versucht wurde, dem Radar durch Niedrigflug zu entkommen, was zu einem erhöhten Treibstoffverbrauch führte. Alle Insassen des Flugzeugs, einschließlich Lin Biaos Frau Ye Qun und seines Sohnes Lin Liguo, starben. Nach dem Tod wurden Lin Biaos angebliche Verbrechen bekannt gegeben, für die allerdings die eindeutigen Beweise fehlen. Zudem wurde erst zwei Monate nach dem Tod ein Dokument über das „Projekt 571“ (五七一工程; Pinyin: Wǔqīyī Gōngchéng) gefunden, eine Ideensammlung für den Staatsstreich. Allerdings konnte auch hier keine eindeutige Verbindung zwischen Lin Biao und diesem Dokument festgestellt werden. Fraglich ist ferner, warum Lins Tochter Lin Liheng nicht mit an Bord des Flugzeugs war; und warum Lin Biao, militärisch sehr erfolgreich, die Flucht ergriff, ohne in den Widerstand zu gehen.
Nach Jung Chang ging dem Ganzen ein Streit mit Mao voraus, der sich offenbar von der Machtfülle Lins bedroht fühlte – nachdem sie von Mao selbst herbeigeführt worden war, weil er Lin Biaos Unterstützung als Oberbefehlshaber der Armee dringend für die geplante Kulturrevolution brauchte und seine Position in der Partei durch die Kritik Peng Dehuais, vor allem aber auch Liu Shaoqis, stark geschwächt worden war. In diesem Zusammenhang hatte Mao auch der Entmachtung des ihm ergebenen und von ihm favorisierten Generalstabschefs Luo Ruiqing zustimmen müssen. Außerdem hatte Lin Biao während der Kulturrevolution die Armee von allen Anhängern Peng Dehuais gesäubert, große Teile des Staatsapparats mit Armeeangehörigen seines Vertrauens neu besetzt, und es war für ihn ein kleiner Personenkult eingerichtet worden.
Im August 1970 kam es auf der 2. Plenarsitzung des Zentralkomitees in Lushan, die einberufen wurde, um den 4. Nationalen Volkskongress vorzubereiten, zum Streit um die Wiedereinführung des Präsidentenamtes, das Lin wahrscheinlich aus dem Grunde erneuern und auf Mao übertragen lassen wollte, weil er dann selbst Vizepräsident hätte werden können und damit auch offiziell an zweiter Stelle in Chinas Machtgefüge gestanden hätte. Dieses Amt war durch den Fall von Liu Shaoqi frei geworden. Lin stellte diesen Antrag ohne vorherige Rücksprache mit Mao, und der Ständige Ausschuss des Politbüros stimmte bis auf Mao zu. Insbesondere Chen Boda unterstützte Lin, weswegen er bald darauf im Gefängnis verschwand. Lin führte an, dass Mao den Marxismus-Leninismus genial, kreativ und umfassend entwickelt hatte, und bezeichnete ihn als das größte Genie und als einzig möglichen Kandidaten für dieses Amt. Es war bekannt, dass das die Lobrede Lin Biaos im Vorwort des Kleinen Roten Buches war. Zhang Chunqiao schlug vor, diese drei Adjektive nicht zu verwenden, weil Mao sie nicht in der Parteiverfassung aufnehmen wollte. Mao legte sein Veto gegen die Wiedereinführung des Amtes ein und forderte Lin zu einer „Selbstbezichtigung“ auf, ein demütigendes Verfahren, dem sich schon viele hochrangige Kommunisten, u. a. auch Zhou Enlai, unterwerfen mussten. Doch Lin lehnte ab. Im Juli 1971 entschied sich Mao schließlich dafür, Lin und seine Generäle, Huang Yongsheng (黄永胜), Wu Faxian, Li Zuopeng (李作鹏) und Qiu Huizuo (邱会作), loszuwerden. Deshalb unternahm er vom 15. August bis zum 12. September eine Reise durch den Süden Chinas, um die Funktionäre auf den Sturz Lin Biaos und seiner Generäle vorzubereiten.
Zu einem Eklat kam es bei den Feiern zum 1. Mai auf dem Tian’anmen-Platz, als Lin sich über das Protokoll hinwegsetzte und nur eine Minute erschien, ohne mit Mao und seinen Gästen, u. a. Prinz Sihanouk aus Kambodscha, zu sprechen. Auf diese Weise erfuhr die Öffentlichkeit, dass die Führungsriege uneins war. Es gibt viele verschiedene Theorien, was sich in der Nacht auf den 13. September 1971 wirklich zugetragen hat. Es existiert die Theorie, dass Lins Sohn Lin Liguo mit Freunden ein Attentat auf Mao plante, das jedoch nicht zustande kam, weil die Unterstützung aus der Armee nicht ausreichend war und Lin Liguo Selbstmordattentate seiner Freunde ablehnte. Lin, seine Frau und ihr Sohn wollten nun per Flugzeug in die Sowjetunion fliehen, doch Lins Tochter Lin Liheng, die nicht in die Pläne eingeweiht war, und verhindern wollte, dass ihrem Vater etwas zustieße, verriet den Fluchtplan ungewollt an den Geheimdienst, so dass die Familie früher als geplant aufbrechen und ein noch nicht vollgetanktes Flugzeug besteigen musste. Um dem Radar zu entkommen, flog das Flugzeug sehr niedrig, was den Treibstoffbedarf erhöhte, und stürzte schließlich über Öndörchaan in der Mongolei ab. Die Bevölkerung erfuhr erst mit einjähriger Verspätung von seinem Tod.
Die Kommunistische Partei stellte Lin als Verräter dar. So wurden alle Auflagen der „Mao-Bibel“, die bis dahin ein Vorwort Lin Biaos enthielten, wieder eingezogen. Im August 1973 wurde er nachträglich aus der Partei ausgeschlossen. 1974 begann die Kampagne „Kritisiert Konfuzius und Lin Biao“ (批林批孔运动,  Pī Lín pī Kǒng yùndòng).

## Veröffentlichungen
- Unter den roten Bannern, der Generallinie der Partei und den militärwissenschaftlichen Theorien Mao Tse-tungs, vorwärts. Verlag für fremdsprachige Literatur, Peking 1959
- Es lebe der Sieg im Volkskrieg! Verlag für fremdsprachige Literatur, Peking 1968
- Vorwort zur zweiten Auflage der „Worte des Vorsitzenden Mao Tsetung“. (16. Dezember 1966) (in: Worte des Vorsitzenden Mao Tsetung. Verlag für fremdsprachige Literatur, Peking 1967)
- Bericht auf dem IX. Parteitag der Kommunistischen Partei Chinas. (Erstattet am 1. April und angenommen am 14. April 1969.) Verlag für fremdsprachige Literatur, Peking 1969

Weitere Veröffentlichungen Lin Biaos sind in dem Sammelband „Wichtige Dokumente der Großen Proletarischen Kulturrevolution“ (Verlag für fremdsprachige Literatur, Peking 1970) enthalten.